# Hat Full of Stars (álbum)
Hat Full of Stars es el cuarto álbum de estudio de la cantante estadounidense Cyndi Lauper, publicado el 30 de junio de 1993 por la compañía discográfica Epic Records. Tras enfrentar críticas variadas con su disco anterior, A Night to Remember (1989), Lauper se alejó de la industria para revaluar su carrera y tomar una nueva dirección. Durante los primeros años de la década de 1990, la cantante participó en conciertos y homenajes junto con otros artistas y protagonizó su segunda película, Off and Running (1991), junto con el actor David Thornton, con quien contrajo matrimonio a finales de 1991. Aunado a ello, colaboró en la grabación de una canción para el musical Tycoon llamada «The World is Stone».
Para la producción del disco, Lauper volvió a trabajar con William Wittman, quien había participado en el desarrollo de su álbum debut, She's So Unusual (1983), y colaboró con el DJ Junior Vásquez. El material abarca diferentes géneros musicales como el pop, dance pop, funk, hip hop, new wave, R&B y soul, y las letras exploran una gran variedad de temas sociales, entre ellos el racismo, el aborto, el incesto y el maltrato conyugal.
En términos generales, el álbum obtuvo reseñas favorables de la crítica, que lo consideró el trabajo discográfico más consistente y ambicioso de Lauper. Desde el punto de vista comercial, llegó al puesto 112 de la lista Billboard 200 y, de acuerdo con el sistema Nielsen SoundScan, vendió 119 000 copias en los Estados Unidos para septiembre de 2003. Por otro lado, ingresó entre los cuarenta primeros lugares en Italia, Suiza, Zimbabue, Japón y Francia. En estos dos últimos territorios, vendió 100 000 ejemplares, por lo que obtuvo la certificación de oro por parte de las organizaciones Recording Industry Association of Japan (RIAJ) y Syndicat National de l'Édition Phonographique (SNEP), respectivamente.
Para su promoción, se publicaron los sencillos «Who Let In The Rain», «That's What I Think» y «Sally's Pigeons», de los cuales el primero ingresó en el duodécimo lugar en Nueva Zelanda y el trigésimo segundo en el Reino Unido, mientras que el segundo se ubicó entre los veinte primeros lugares de las listas Dance Club Songs y UK Dance Chart de los Estados Unidos y el Reino Unido, respectivamente.

## Antecedentes
La recepción ambivalente del tercer álbum de Lauper, A Night to Remember (1989), causó cierta «decepción» en su discográfica.  Este resultado llevó a la cantante a emprender la gira promocional A Night to Remember World Tour que, aunque la llevó a numerosos lugares, también la dejó «agotada». Durante este periodo, Lauper recibió ofertas para actuar en películas como Steel Magnolias (1989) y Working Girl (1988); sin embargo, las rechazó ya que «no quería interpretar nuevamente a una peluquera» y consideraba que no era lo «suficientemente buena» para esas producciones. No obstante, en 1990 aceptó participar en una comedia screwball de tono «oscuro» titulada inicialmente Paradise Paved. El nombre de la película cambió luego a Moon over Miami y, finalmente, a Off and Running (1991). En esta producción, Lauper interpretó a Cyd Morse, una actriz desempleada que comienza a bailar como una sirena en un club nocturno de Miami. Su personaje se ve envuelto en un misterio de asesinato cuando dos hombres asesinan a su novio e intentan matarla también. Durante el rodaje, su asistente le sugirió que conociera a David Thornton, quien interpretaba a uno de los asesinos. La química entre ambos fue inmediata e iniciaron un romance que los llevó a  vivir juntos y, en noviembre de 1991, a casarse.
Ese mismo año, Lauper participó en varios eventos musicales importantes, como el concierto The Wall - Live in Berlin junto con Roger Waters, con quien interpretó el tema «Another Brick in the Wall (Part II)» (1979). También formó parte del concierto tributo a John Lennon en Liverpool. En 1992, Lauper colaboró en la grabación de la canción «The World is Stone», que formó parte del musical Tycoon. El sencillo tuvo un buen desempeño en varios países europeos, especialmente en Francia, donde alcanzó el segundo puesto en la lista de Syndicat National de l'Édition Phonographique (SNEP). Estos eventos marcaron un punto de reflexión para Lauper, que empezó a revaluar su carrera y la nueva dirección artística que deseaba seguir. Sobre su nuevo proyecto, Lauper recordó:

[...] después de que David y yo nos casamos, decidimos tomarnos un respiro y pasamos un mes en Cabo. Solo quería sentirme viva. Necesitaba volver a encontrar el motivo por el que había empezado a cantar. ¿Por qué me convertí en artista, cuál era mi historia? Iba a escribir un libro, pero supongo que no era el momento adecuado, entonces me dije: «Está bien, no puedes escribir un libro, pero puedes escribir tu historia en canciones. Así que hazlo».

## Desarrollo
| Siempre sentí que los caminos que tomaba la gente se desgastaban en la forma en que caminaban, en cómo vivían; y sé cómo es romantizar las cosas, pero lo importante para mí es retratar la riqueza de sus historias en sonidos y palabras. —Lauper sobre el concepto del álbum. |

Lauper comenzó a escribir canciones durante su estancia en Cabo, donde recibió visitas de amigos y familiares. Más tarde, inició su trabajo en Hat Full of Stars y viajó a Los Ángeles junto con Annie Flanders para asistir a la fiesta de cumpleaños de Allee Willis, quien finalmente coescribió cinco canciones para el álbum. Además, Rob Hyman y Eric Bazilian, antiguos colaboradores en She's So Unusual (1983), también contribuyeron escribiendo otras canciones.
Las sesiones de grabación tuvieron lugar en siete estudios diferentes: The Hit Factory, The Ranch y Messina Sound (Nueva York), The Enchanted Cottage (Los Ángeles), Sigma Sound Studios (Filadelfia), Right Track Recording (Manhattan) y World Famous Orbit Studio (Londres). Este proceso marcó un cambio significativo en el estilo de Lauper, reflejando su intención de «moderar» su apariencia. Según la cantante, todos intentaban convencerla de que lo importante era el interior, no el exterior, e incluso recordó haber pasado por una fase en la que adoptó un estilo de vestimenta por la moda hip hop. Lauper incorporó «pequeños sonidos» en las canciones, como sintetizadores, loops y ritmos «callejeros», con el objetivo de dar mayor profundidad a las historias que quería contar. Además, expresó que, por primera vez, sentía que estaba cantando sus propias experiencias, narrando historias extraídas directamente de su vida y otorgándoles un significado real.
Durante la búsqueda de un productor, Lauper contactó al de la banda estadounidense Run-D.M.C. y le comentó su deseo de mezclar loops del hip hop con el pop. Sin embargo, desistió de tal idea, ya que no estaba segura si lograría convencer a los ejecutivos de la discográfica. Finalmente, se alió con el DJ Junior Vasquez, quien había trabajado con aristas como Madonna, Whitney Houston y Janet Jackson.
Cuando los directivos de la discográfica escucharon las canciones, propusieron hacer remezclas de algunas de ellas antes de que estuvieran terminadas. Lauper comentó: «Tenían a todos estos mezcladores horribles que hacían cosas que sonaban mal, para que pudieran ser adaptadas a cada maldita estación de radio». Ante esto, ella les advirtió: «Si tocan mi disco antes de que esté terminado, los mataré». En ese momento, Lauper no comprendía que las remezclas no tenían que ver con el álbum en sí, sino con la necesidad de hacer las canciones comercialmente viables para la radio. Ella confesó que, si hubiera tenido un representante que le hubiera explicado la situación de esa manera, lo habría entendido y aceptado, ya que se consideraba «una buena soldado». Sin embargo, en ese entonces experimentó una confusión emocional, por lo que reaccionó de manera impulsiva y trató de alejar a todos.

## Composición
Desde el punto de vista musical, Hat Full of Stars destaca por su «riqueza sonora», fruto de una «combinación imaginativa» entre la instrumentación tradicional y elementos «básicos» del R&B, sostenidos por «pilares» de la música de baile. Según Holly George-Warren, de Rolling Stone el álbum presenta a Lauper de una manera «más seria», con un sonido «fresco» que fusiona el pop con géneros como soul, funk, hip hop y matices de música folk y étnica. Por su parte, Mike DeGagne, de AllMusic, también señaló que Lauper prestó «más atención» a la composición y a la cohesión general del álbum al explorar múltiples estilos.
Hat Full of Stars abre con «That's What I Think», un tema en el que Lauper expresa su descontento con el gobierno de George H. W. Bush. La cantante, «horrorizada» por lo que representaban esos años de mandato, buscaba hablar «directamente» con el público y «animarlos». Es una canción pop «infundido» con toques de funk, donde su voz «ronca» se combina con guitarras «sinuosas» e instrumentos de viento «florecientes», todo ello respaldado por una línea de bajo «sólida» y «nítida». Además, el coro «encantador» se presenta como un «divertido» canto grupal. En «Product of Misery», Lauper se inspira en las enseñanzas de su amigo y maestro, Bob Barrell, quien solía nombrar lo que ocurría a su alrededor. Una de sus ideas clave era que el sufrimiento de las masas era un «producto de la miseria» que, a su vez, engendra más miseria, a menos que se rompa la cadena. En la letra, Lauper describe a una mujer «destrozada», atrapada en rutina agotadora. Además, la canción responde a la administración de Bush, a quien la cantante acusa de vender una «falsa promesa» al pueblo estadounidense. «Who Let In The Rain», la tercera canción, es una balada «suave» de R&B,que parece haber sido grabada al estilo de los años 60. «Lies», una pista de new wave que «recuerda» los primeros trabajos de Siouxsie And The Banshees, aborda el tema del incesto. El quinto tema, «Broken Glass», presenta un toque de funk, y trata sobre la violencia contra la mujer. «Sally's Pigeons», es una balada que, de manera «sutil», aborda la muerte de una chica del vecindario de Lauper a causa un aborto clandestino. La canción fue escrita por la cantante y Mary Chapin Carpenter en 1991, inspirándose en dos niñas que soñaban con ser libres y estirar sus alas, como las palomas que veían volar sobre ellas. Según Lauper, para contar una historia como esta, necesitaba «hipnotizar» a las personas con la música.
«Feels Like Christmas» es una canción «roquera» de amor triunfante y «exuberante», que incorpora «tintes» de música celta. En contraste, «Dear John» presenta un riff de guitarra slide al estilo de The Rolling Stones. Por otro lado, en «Like I Used to» Lauper toma elementos de los grupos femeninos de Motown, pero al mismo tiempo rechaza la aquiescencia de esa época con la declaración It's not going to be like it used to be («no va a ser como solía ser»). En «A Part Hate», una «emotiva» canción de antorcha con la participación de Hugh Masekela en el fliscorno y los coros,  Lauper colaboró con Tom Gray ―autor de «Money Changes Everything» (1984)—. Inspirada por su oposición al sistema de apartheid y su indignación por el encarcelamiento del Nelson Mandela, compusieron el tema como una declaración política. Originalmente, la canción estaba prevista para formar parte de su segundo álbum, True Colors (1986), pero fue excluida porque la discográfica consideró que, junto con su versión de «What's Going On» (1987), era «demasiado política». El álbum finaliza con «Hat Full of Stars», una canción «triste» y «reflexiva», que presenta a Lauper como una sobreviviente mayor, pero más sabia, cuando canta I’m trying to live in the present / But I keep tripping on the past / Finding out reality, well, clarity / Comes in dribs and drabs («Intento vivir el presente» / «Pero sigo tropezando con el pasado» / «Descubriendo la realidad, bueno, la claridad» / «Viene a cuentagotas»). El tema fue escrito por Lauper en colaboración con Nicky Holland, quien vivía en el piso superior de su edificio en Thread. La inspiración para la letra derivó de un sombrero que Lauper compró en la tienda Free Store, ubicada en Johnson (Vermont), antes de asistir a la universidad. En ese entonces, se sentía «muy sola», enfrentaba «un frío terrible» y usaba el sombrero «todo el tiempo». Deseaba tener a alguien con quien compartir ese momento, así que una noche decidió quitárselo para «llenarlo de estrellas». De esta manera, cada vez que lo usaba, podía recordar un «hermoso cielo nocturno».

## Diseño artístico
La portada del álbum, creada por Robert Lewis, muestra a Lauper sentada sobre un bote de basura sosteniendo un sombrero y viendo las estrellas, y hace referencia a una fotografía tomada por Nelson Evans a la actriz canadiense Mary Pickford en 1917. Existen dos versiones: una disponible para los Estados Unidos y otra para diferentes territorios, como el Reino Unido, Australia o Japón. En la segunda versión, la portada está superpuesta a la contraportada, por lo que al fondo se puede ver una mano de Lauper con el mencionado sombrero.

## Recepción

### Crítica
En términos generales, Hat Full of Stars obtuvo reseñas favorables por parte de la crítica musical. La revista People afirmó que el álbum aborda suficientes temas «pesados» como para llenar una temporada de películas de televisión, ya que Lauper ofrece una mezcla «fascinante» de descripciones literales y metáforas «sutiles», creando escenas que nos hace sentir «empatía», y dándonos «esperanza». Consideró que la verdadera «fortaleza» del álbum, radica en la manera en que Lauper permite que sus sentimientos y opiniones, aunque algunas de ellas sean «oscuras», surjan de manera «natural». Además, a pesar de que la energía «excéntrica» que la hizo «perfecta» para los años 80 ha desaparecido prácticamente por completo; es el pop rock «claro» y «directo» de Hat Full of Stars el que proporciona un alimento para el cuerpo y el alma digno de los años 90. Por otro lado, Billboard resaltó que Lauper pasó de ser la «chillona» amante de la diversión a una artista madura con un alcance y una profundidad «admirables». Destacó las canciones «A Part Hate», «Lies», «Feels Like Christmas», «Like I Used To» y «Who Let in The Rain», esta última comparándola con «Time After Time» (1984). De manera similar, Cash Box, describió el álbum como un «maravilloso» y  «conmovedor» testimonio de sus convicciones y su carácter, abordando temas «pesados», sin duda, pero «equilibrados» con canciones de «esperanza» y «renovación». La revista paneuropea Music & Media destacó como el álbum se aleja de los esfuerzos más «fríos» y dominados por los sintetizadores que caracterizaron sus primos trabajos, para mostrar su lado más «conmovedor». Utilizando de manera efectiva la experiencia adquirida entrega música «madura», nutriendo al «niño interior». En su evaluación para Entertainment Weekly, Tom Sinclair comentó que es «impresionante» escuchar como su característico trino de «niña perdida» se transforma en el «grito ronco» de una «diva» de la pista de baile con un solo cambio de ritmo. Para la revista brasileña Manchete, Hat Full of Stars representó el «mayor logro de Lauper» y marcó «punto de inflexión artístico». Además, lo calificó como un álbum «rico» y «denso», «muy bien producido», «variado» y «agradable de escuchar».
En comentarios, menos favorables, Mike De Gagne de AllMusic señaló que, aunque la propuesta de Lauper al abordar temas sociales es un esfuerzo «valiente», la «seriedad» no encaja con su personalidad ni con su habitual extravagancia. Indicó que canciones como «Product of Misery» y «Someone Like Me» no logran «despegar», debido a tono «pesado» y su carga lírica. No obstante, destacó la canción principal, «That's What I Think» y «Sally's Pigeons» como las más «prometedoras» de las once que componen el álbum, aunque consideró que «Who Let in the Rain» y «A Part Hate» son intentos «valientes». Además, De Gagne, también opinó que Lauper suena algo «impulsiva» y como si tuviera algo que demostrar, lo que hace que su habilidad, en cierto grado, parezca «forzada» y que la química buscada no logre alcanzar su objetivo. Jean Rosenbluth del periódico Los Angeles Times le brindó tres estrellas de cuatro y lo clasificó como «su álbum más consistente y ambicioso», y la autora Holly George-Warren de la revista Rolling Stone le dio cuatro estrellas de cinco. Redactó en su reseña:

Hat Full of Stars, su cuarto y más ambicioso álbum, marca el regreso de Lauper con un sonido renovado que refleja una su versión más seria. Su voz multioctava brilla a lo largo del disco, abarcando una variedad de estilos y emociones; desde la energía de "That's What I Think" hasta la melancolía de "Who Let in the Rain". El álbum destaca por sus reflexiones personales sobre temas sociales, dejando atrás los asuntos sentimentales.

### Comercial
Hat Full of Stars llegó al puesto 112 del Billboard 200 en la edición del 3 de julio de 1993. Según el sistema Nielsen SoundScan, el álbum había vendido 119 000 copias en los Estados Unidos para septiembre de 2003. Asimismo se ubicó entre las cuarenta primeras posiciones en Italia, Suiza, Japón y Francia ―donde se convirtió en su primer álbum con mejor desempeño en listas al alcanzar el noveno lugar—. De hecho, en estos dos últimos países, el disco vendió 100 000 ejemplares, por lo que obtuvo la certificación de oro por parte de las organizaciones Recording Industry Association of Japan (RIAJ) y Syndicat National de l'Édition Phonographique (SNEP), respectivamente.
«Who Let In The Rain» fue publicado como el primer sencillo del álbum. En los Estados Unidos no consiguió ingresar en la lista Billboard Hot 100, pero figuró en el conteo Adult Contemporary al lograr el trigésimo tercer puesto. Además, ingresó en el duodécimo lugar en Nueva Zelanda y en el trigésimo segundo en el Reino Unido. «That's What I Think» fue el segundo sencillo puesto a la venta el 3 de noviembre de 1993; estuvo entre los veinte primeros lugares de las listas Dance Club Songs de los Estados Unidos y UK Dance Chart del Reino Unido. «Sally's Pigeons» fue el tercer y último sencillo de Hat Full of Stars y no logró ingresar a ninguna lista.

## Gira
La promoción del álbum continuó con Hat Full of Stars Tour, una gira compuesta por treinta y ocho conciertos en Estados Unidos, Canadá, Japón, Singapur y Taiwán, comprendidos entre el 15 de mayo de 1993 y el 5 de enero de 1994. Para su realización, Lauper trabajó con los músicos Rocky Bryant y Scooter Warner, y formó una banda de diez integrantes. Sobre el uso de loops en las presentaciones, comentó: «Si quería probar algo o hacer un ligero cambio a la izquierda en medio de una canción, era posible».

## Lista de canciones
| Hat Full of Stars |                        |                                                   |          |  |
| N.º               | Título                 | Escritor(es)                                      | Duración |  |
| 1.                | «That's What I Think»  | Cyndi Lauper Eric Bazilian Rob Hyman Allee Willis | 4:38     |  |
| 2.                | «Product of Misery»    | Lauper Bazilian Hyman                             | 4:10     |  |
| 3.                | «Who Let In The Rain»  | Lauper Willis                                     | 4:37     |  |
| 4.                | «Lies»                 | Lauper Marv DePeyer Junior Vasquez                | 3:40     |  |
| 5.                | «Broken Glass»         | Lauper Bazilian Hyman                             | 5:32     |  |
| 6.                | «Sally's Pigeons»      | Lauper Mary Chapin Carpenter                      | 3:47     |  |
| 7.                | «Feels Like Christmas» | Lauper Bazilian Hyman                             | 4:35     |  |
| 8.                | «Dear John»            | Lauper Bazilian Hyman                             | 3:39     |  |
| 9.                | «Like I Used To»       | Lauper Willis                                     | 4:28     |  |
| 10.               | «Someone Like Me»      | Lauper Bazilian Hyman Willis                      | 4:06     |  |
| 11.               | «A Part Hate»          | Lauper Bazilian Hyman Willis                      | 4:54     |  |
| 12.               | «Hat Full of Stars»    | Cyndi Lauper Nicky Holland                        | 4:27     |  |

## Créditos y personal
- Grabación en The Hit Factory, The Ranch y Messina Sound ubicados en Nueva York, The Enchanted Cottage (Los Ángeles), Sigma Sound Studios (Filadelfia), Right Track Recording (Manhattan) y World Famous Orbit Studio (Londres).

### Intérpretes
- Cyndi Lauper: artista principal, voz
- Eric Bazilian: voz
- Rob Hyman: coros
- Junior Vásquez: coros
- William Wittmann: coros
- Alee Willis: coros
- Nicky Holland: coros
- Deborah Fraser: coros
- Georgia Jones: coros
- Faith Kekana: coros
- Hugh Masekela: coros
- Lawrence Matshiza: coros
- Stella Zulu: coros

### Músicos
- Carlos Alomar: guitarra
- Eric Bazilian: bajo, batería, dulcémele, guitarra, mandolina, sintetizador, saxofón
- Jeff Bova: sintetizador
- Jimmy Bralower: batería
- Marv de Peyer: sintetizador
- Anton Fig: batería
- Nicky Holland: sintetizador
- Rob Hyman: acordeón, sintetizador
- Kevin Jenkins: bajo
- Bashiri Johnson: conga
- Bakithi Kumalo: bajo
- Hugh Masekela: fliscorno
- Fred McFarlane: sintetizadores
- Joey Moskowitz: bajo, sintetizadores
- Rob Paparozzi; armónica
- Nile Rodgers: guitarra
- Robert Rodgers: guitarra
- Danny Sembello: bajo
- Larry Treadwell: guitarra
- David Uosikkinen: batería
- Alee Willis: bajo, sintetizador
- Peter Wood: bajo, batería, guitarra, sintetizador

### Diseño
- Cyndi Lauper: diseño
- Stacy Drummond: dirección artística, diseño
- Dana Shimizu: asistente de diseño
- Robert Lewis: fotografía

### Composición y producción
- Cyndi Lauper: composición, producción
- Junior Vasquez: composición, producción
- Mary Chapin Carpenter: composición
- Marv de Peyer: composición
- Tom Gray: composición
- Nicky Holland: composición
- Jennifer Monnar: asistente de ingeniería
- Gary Tolé: asistente de ingeniería
- David Uosikkinen: asistente de ingeniería

Créditos adaptados de AllMusic y de las notas de Hat Full of Stars

## Posicionamiento en listas
| País           | Lista                    | Mejor posición | Ref.   |
| -------------- | ------------------------ | -------------- | ------ |
| Alemania       | GfK Entertainment Charts | 52             | [ 48 ] |
| Estados Unidos | Billboard 200            | 112            | [ 32 ] |
| Francia        | SNEP                     | 9              | [ 36 ] |
| Italia         | FIMI                     | 35             | [ 25 ] |
| Japón          | Oricon                   | 15             | [ 35 ] |
| Reino Unido    | UK Albums Chart          | 56             | [ 49 ] |
| Sudáfrica      | RISA                     | 67             | [ 50 ] |
| Suiza          | Schweizer Hitparade      | 32             | [ 34 ] |

| País                  | Lista                    | Mejor posición        | Ref.                  |                       |                       |                       |                       |                       |                       |                       |                       |                       |                       |
| «Who Let In The Rain» | «Who Let In The Rain»    | «Who Let In The Rain» | «Who Let In The Rain» | «Who Let In The Rain» | «Who Let In The Rain» | «Who Let In The Rain» | «Who Let In The Rain» | «Who Let In The Rain» | «Who Let In The Rain» | «Who Let In The Rain» | «Who Let In The Rain» | «Who Let In The Rain» | «Who Let In The Rain» |
| --------------------- | ------------------------ | --------------------- | --------------------- | --------------------- | --------------------- | --------------------- | --------------------- | --------------------- | --------------------- | --------------------- | --------------------- | --------------------- | --------------------- |
| Australia             | ARIA                     | 109                   | [ 51 ]                |                       |                       |                       |                       |                       |                       |                       |                       |                       |                       |
| Canadá                | RPM Adult contemporary   | 19                    | [ 52 ]                |                       |                       |                       |                       |                       |                       |                       |                       |                       |                       |
| Europa                | European Hot 100 Singles | 90                    | [ 53 ]                |                       |                       |                       |                       |                       |                       |                       |                       |                       |                       |
| Estados Unidos        | Adult Contemporary       | 33                    | [ 40 ]                |                       |                       |                       |                       |                       |                       |                       |                       |                       |                       |
| Italia                | Music & Media            | 9                     | [ 54 ]                |                       |                       |                       |                       |                       |                       |                       |                       |                       |                       |
| Nueva Zelanda         | Recorded Music NZ        | 12                    | [ 41 ]                |                       |                       |                       |                       |                       |                       |                       |                       |                       |                       |
| Reino Unido           | UK Singles Chart         | 32                    | [ 42 ]                |                       |                       |                       |                       |                       |                       |                       |                       |                       |                       |
| «That's What I Think» |                          |                       |                       |                       |                       |                       |                       |                       |                       |                       |                       |                       |                       |
| Europa                | European Hot 100 Singles | 81                    | [ 55 ]                |                       |                       |                       |                       |                       |                       |                       |                       |                       |                       |
| Estados Unidos        | Dance Club Songs         | 14                    | [ 43 ]                |                       |                       |                       |                       |                       |                       |                       |                       |                       |                       |
| Estados Unidos        | Dance Maxi-Singles Sales | 50                    | [ 56 ]                |                       |                       |                       |                       |                       |                       |                       |                       |                       |                       |
| Reino Unido           | UK Singles Chart         | 31                    | [ 44 ]                |                       |                       |                       |                       |                       |                       |                       |                       |                       |                       |
| Reino Unido           | UK Airplay Chart         | 23                    | [ 57 ]                |                       |                       |                       |                       |                       |                       |                       |                       |                       |                       |
| Reino Unido           | UK Dance Chart           | 12                    | [ 45 ]                |                       |                       |                       |                       |                       |                       |                       |                       |                       |                       |

## Certificaciones
| País    | Organismo certificador | Certificación | Ventas certificadas | Simbolización | Ref.   |
| ------- | ---------------------- | ------------- | ------------------- | ------------- | ------ |
| Francia | SNEP                   | Oro           | 100 000             | ●             | [ 38 ] |
| Japón   | RIAJ                   | Oro           | 100 000             | ●             | [ 37 ] |